# Alfred Nann
Alfred Nann (* 29. September 1926 in Stuttgart; † 8. Oktober 2018 in Öhringen) war ein deutscher Agrarwissenschaftler und Politiker (SPD).

## Leben und Beruf
Nach dem Notabitur 1943 wurde Nann zur Wehrmacht eingezogen und nahm bis 1945 als Soldat am Zweiten Weltkrieg teil. Anschließend absolvierte er ein Studium der Landwirtschaft, das er mit der Prüfung zum Diplom-Landwirt sowie mit der Promotion abschloss. Von 1954 bis 1962 war er als Landwirtschaftslehrer und Fachberater tätig, zuletzt mit der Bezeichnung Oberregierungslandwirtschaftsrat.

## Politik
Nann beantragte am 31. Januar 1944 die Aufnahme in die NSDAP und wurde zum 20. April desselben Jahres aufgenommen (Mitgliedsnummer 9.937.607). Er war nach dem Krieg Mitglied der SPD und Ratsmitglied der Stadt Öhringen, bevor er am 17. Februar 1969 über die Landesliste der SPD Baden-Württemberg für die ausgeschiedene Abgeordnete Ursula Krips in den Deutschen Bundestag nachrückte. Bei der Bundestagswahl 1969 konnte er seinen Sitz nicht verteidigen.